# Red Chute
Red Chute es un lugar designado por el censo ubicado en la parroquia de Bossier en el estado estadounidense de Luisiana. En el Censo de 2010 tenía una población de 6261 habitantes y una densidad poblacional de 263,19 personas por km².

## Geografía
Red Chute se encuentra ubicado en las coordenadas 32°34′23″N 93°36′31″O / 32.57306, -93.60861. Según la Oficina del Censo de los Estados Unidos, Red Chute tiene una superficie total de 23.79 km², de la cual 23.73 km² corresponden a tierra firme y (0.24%) 0.06 km² es agua.

## Demografía
Según el censo de 2010, había 6261 personas residiendo en Red Chute. La densidad de población era de 263,19 hab./km². De los 6261 habitantes, Red Chute estaba compuesto por el 85.59% blancos, el 7.65% eran afroamericanos, el 0.48% eran amerindios, el 1.21% eran asiáticos, el 0.14% eran isleños del Pacífico, el 2.75% eran de otras razas y el 2.17% pertenecían a dos o más razas. Del total de la población el 7.19% eran hispanos o latinos de cualquier raza.